# Deportivo Nacional
El club Deportivo Nacional fue un club de fútbol, perteneciente al Cercado de Lima del Departamento de Lima del Perú. En 1926, fue promovido a la Liga Peruana del mismo año.

## Historia
El Deportivo Nacional, era un club del Cercado de Lima de la Provincia de Lima, Departamento de Lima, Perú. 
Desde 1922 al 1925, el Deportivo Nacional participaba en la División Intermedia. En ese mismo periodo, la Primera División del Perú estuvo inactiva. Participó en la Primera División del Perú de 1926 en donde perdió la categoría el mismo periodo y regresó a la División Intermedia para 1927. Después de unos años el club se retiró de la competencias del fútbol peruano.

## Jugadores
- Jorge Pardón

## Nota de Clubes No Relacionados

### Deportivo Nacional de San Isidro
- Existió otro limeño llamado: Deportivo Nacional del distrito de San Isidro. Este club llegó ser uno de los mejores equipos limenos y logrando clasificar a la Cuadrangular de Ascenso de 1967 y el Cuadrangular de Ascenso de 1969. En un partido perdió por 1 - 8 contra el club Estudiantes San Roberton en el 1969. Desde entonces, el Deportivo Nacional de San Isidro no volvió a estar clasificado en las liguillas de ascenso, de los años siguientes. Finalmente muchos años después desapareció. A pesar del nombre, no guarda relación con el club primario.

#### Indumentaria
| Titular 1 | Titular 2 | Titular 3 |

### Club Nacional de Miraflores
El Club Nacional o Deportivo Nacional de Miraflores fue un equipo de fúlbol limeño, perteneciente a la Liga de Balnearios del Sur. Participó por muchos años en la primera serie de la liga durante los años 20 y 30. Es una institución totalmente diferente al primer equipo pero contemporáneo de la época.

#### Indumentaria
| Titular 1 | Titular 2 |

## Enlace
- Clubes de Lima
- Jorge Pardón
- Campeonato Peruano 1926
- Selección de equipos para el torneo 1926

- Datos: Q5803240